# NK Zagreb
Az NK Zagreb egy horvát labdarúgóklub, melynek székhelye Zágrábban található. A klubot 1903-ban alapították.
A bajnokságot 1 alkalommal, 2002-ben nyerte meg.A csapat a 2012-2013-as idényben a bajnokság utolsó helyén végzett, így kiestek a horvát másodosztályba. A 2013-2014-es szezonban a másodosztályt megnyerve visszajutottak az élvonalba, ám a 2015-2016-os küzdelmek során ismét kiestek a legmagasabb osztályból. A 2016-2017-es kiírásban a 12. helyen végezve a másodosztályból is kiestek, így a 2017-2018-as szezont már a harmadosztályban kezdték meg. A 2018-2019-es kiírásban a harmadosztály utolsó helyén zártak, jócskán lemaradva a mezőny utolsó előtti helyezettétől is, így kiestek a negyedosztályba.
Hazai mérkőzéseit a Kranjčevićevoj stadionban játssza. A stadion 8850 fő befogadására alkalmas. A klub hivatalos színei a piros-fehér.
A 2001-2002-es szezonban a csapat játékosa volt Ivica Olic, aki 28 mérkőzésen 21 gólt szerezve horvát gólkirály lett. 

## Sikerlista
- Horvát bajnok (1): 2001–02
- Horvát kupa döntős (1): 1996–97
- Horvát szuperkupa döntős (1): 2002

## Nemzetközi szereplés
| Szezon  | Kupasorozat                 | Forduló    | Ellenfél            | Hazai | Vendég | Össz.      |
| ------- | --------------------------- | ---------- | ------------------- | ----- | ------ | ---------- |
| 1964–65 | Vásárvárosok kupája         | 1.F.       | GAK                 | 3–2   | 6–0    | 9–2        |
| 1964–65 | Vásárvárosok kupája         | 2.F.       | Roma                | 1–1   | 0–1    | 1–2        |
| 1965–66 | Vásárvárosok kupája         | 1.F.       | RFC Liège           | 2–0   | 0–1    | 2–1        |
| 1965–66 | Vásárvárosok kupája         | 2.F.       | Steagul Roșu Brașov | 2–2   | 0–1    | 2–3        |
| 1969–70 | Vásárvárosok kupája         | 1.F.       | Charleroi           | 1–3   | 1–2    | 2–5        |
| 1995–96 | Intertotó-kupa              | 6. csoport | LASK Linz           | 0–0   | –      | –          |
| 1995–96 | Intertotó-kupa              | 6. csoport | Keflavík            | –     | 0–0    | –          |
| 1995–96 | Intertotó-kupa              | 6. csoport | Metz                | 0–1   | –      | –          |
| 1995–96 | Intertotó-kupa              | 6. csoport | Partick Thistle     | –     | 2–1    | –          |
| 1997–98 | Kupagyőztesek Európa-kupája | SK.        | Sloga Jugomagnat    | 2–0   | 2–1    | 4–1        |
| 1997–98 | Kupagyőztesek Európa-kupája | 1.F.       | Tromsø              | 3–2   | 2–4    | 5–6        |
| 2001–02 | Intertotó-kupa              | 1.F.       | Pobeda              | 1–2   | 1–1    | 2–3        |
| 2002–03 | UEFA-bajnokok ligája        | 2.SK       | Zalaegerszeg        | 2–1   | 0–1    | 2–2 (irg.) |
| 2003–04 | Intertotó-kupa              | 1.F.       | Koper               | 2–2   | 0–1    | 2–3        |
| 2007–08 | Intertotó-kupa              | 1.F.       | Vllaznia Shkodër    | 2–1   | 0–1    | 2–2 (irg.) |

- F – forduló
- SK – selejtezőkör
- irg. – idegenben rúgott góllal